# Deep - Un'avventura in fondo al mare
Deep - Un'avventura in fondo al mare (Deep) è un film di animazione del 2017 diretto da Julio Soto Gurpide.
Il film è uscito nei cinema italiani il 7 novembre 2019.

## Trama
Dopo una catastrofe ambientale globale la Terra è stata abbandonata dall'umanità poco prima che venisse completamente sommersa dalle acque degli oceani. Il Kraken è riuscito a salvare diversi abitanti e ha formato un luogo sicuro in cui vivere con loro, una colonia situata nelle profondità del mare dell'Oceano Atlantico.
Il nipote di Kraken, un piccolo polpo dumbo chiamato Deep e i suoi amici Evo, un pesce pescatore maldestro, e Alice, un gamberetto boreale nevrotico, in seguito alla distruzione della loro casa, attraversano i Sette Mari alla ricerca del leggendario capodoglio Nathan, l'unico essere in grado di aiutarli. Il gruppo raggiunge il Titanic, dove trovano il calamaro vampiro Norma, che fa ascoltare loro la sua performance musicale e dice loro che per trovare Nathan devono andare a Broadway.
Lungo la strada, Deep viene attaccato dalla murena Maura, ma subito dopo aver sentito da lui che ha degli amici, ammette di essere sola. Deep aggiunge Maura alla squadra, nonostante Alice ed Evo siano contrari a prendere un predatore che li ha quasi mangiati la prima notte.
Dopo aver raggiunto il ponte di Brooklyn, gli amici si ritrovano circondati da granchi, dove il loro leader, il granchio yeti Rico, li sfida a una battaglia di ballo. La performance di Alice colpisce Rico e lui si innamora di lei. Dopodiché, gli eroi attraversano il ponte di Brooklyn per le strade della New York allagata. Entrano nella zona di radiazione e superano un certo numero di pesce zombi.
I personaggi hanno un disaccordo quando diventa evidente che si sono persi e tutti accusano Deep di averli portati in un viaggio pericoloso. Incontrano il pinguino imperatore Darcy ei suoi assistenti: il tricheco Luigi e il delfino Ralph. Mentre Darcy e Luigi distraggono i personaggi principali guardando il film sul progetto Arca-1 e Arca-2 (che sono veicoli spaziali che hanno salvato rispettivamente l'uomo e gli animali terrestri, lasciando la Terra e stabilendosi su un altro pianeta), discutono il piano per congelarli e lasciare la Terra sull Arca-3.
Quando gli eroi vengono messi in una trappola, hanno finalmente incontrato Nathan, che è incatenato, e vengono immediatamente a conoscenza del piano di Darcy di congelare tutti, inclusa Maura, che non era caduta nella trappola. Deep, Alice ed Evo riescono a disabilitare la cella senza lasciarla congelare, quindi escono dalla cella chiusa e si uniscono a Maura nella battaglia contro Darcy, Luigi e Ralph. Di conseguenza, trionfano sul trio e vengono espulsi dall'Arca-3 in movimento insieme a Nathan e alle altre creature marine.
Tornando a casa, i personaggi, insieme a Nathan, iniziano a liberare Kraken e gli altri, e Deep quasi sacrifica la sua vita per liberarsi completamente dai detriti. Dopo la liberazione, Maura offre un'idea su dove sarà possibile iniziare a concimare e aumentare la popolazione, mentre Deep trova l'amore. Darcy, Ralph e Luigi sono bloccati su un lastrone di ghiaccio galleggiante nell'Oceano Artico chiedendo aiuto.